# بيت عوكر
بيت عوكر هي إحدى القرى اللبنانية من قرى قضاء زغرتا في محافظة الشمال.